# Première Année
Ne doit pas être confondu avec La Première Année.
Pour plus de détails, voir Fiche technique et Distribution.
Première Année est une comédie dramatique française écrite et réalisée par Thomas Lilti, sortie en 2018.
Préquelle d'Hippocrate, le film met en scène « l’univers impitoyable qu’est la première année de médecine ».

## Synopsis
Antoine entame sa première année d'études de médecine pour la troisième fois. Benjamin arrive directement du lycée, mais il réalise rapidement que cette année ne sera pas une promenade de santé. Ils étudient dans un environnement compétitif violent, avec des journées de cours ardues et des nuits dédiées aux révisions plutôt qu'à la fête.

## Fiche technique
- Titre original : Première Année
- Réalisation et scénario : Thomas Lilti
- Décors : Philippe Van Herwijnen
- Costumes : Dorothée Guiraud
- Photographie : Nicolas Gaurin
- Son : François Guillaume
- Montage : Lilian Corbeille
- Musique : LoW Entertainment
- Production : Emmanuel Barraux et Agnès Vallée
- Sociétés de production : 31 Juin Films et Les Films du Parc ; France 2 Cinéma et Le Pacte (coproduction) ; SOFICA Cinémage 12, Cinéventure 3, Indéfilms 6, Palatine Etoile 15 (en association avec)
- Sociétés de distribution : Le Pacte (France), Filmcoopi (Suisse romande)
- Pays de production :  France
- Langue originale : français, quelques dialogues en anglais
- Format : couleur
- Genre : comédie dramatique
- Durée : 92 minutes
- Date de sortie :
  - France : 12 septembre 2018

## Distribution
- Vincent Lacoste : Antoine Verdier
- William Lebghil : Benjamin Sitbon
- Alexandre Blazy : Simon Sitbon
- Michel Lerousseau : Serge
- Darina Al Joundi : Martine
- Benoît Di Marco : François
- Graziella Delerm : Annick
- Guillaume Clerice : Vincent Grimaldi
- Noémi Silvania : Nenni
- Luc Gentil : le doyen de l'université
- Vanessa Dolmen : la journaliste de CNews

## Production
Thomas Lilti voulait depuis plusieurs années faire un film sur l’université et l’énergie des étudiants. Au départ, le film devait s’appeler « Panthéon-Sorbonne », avant le choix définitif de l’intitulé « Première année ». Moins basé sur l’expérience d’étudiant en médecine du réalisateur et scénariste Thomas Lilti, le film s’appuie sur la rencontre quasi documentaire d'étudiants en première année de médecine. Le scénario aborde la question du système de formation des jeunes médecins. L’hyper compétition et la violence des épreuves que sont les grands concours, qui vont déterminer toute une vie.
Thomas Lilti s'est inspiré des films Rocky pour le rythme avec un combat au milieu (ici le concours de mi-année), des doutes et une envie de renoncer avant le combat final (le concours de fin d'année). Les films Rocky ont aussi servi d'inspiration pour la musique ainsi que le film La Boum. La réalisation de la musique a été confiée au groupe LoW sauf This World Today Is A Mess de Donna Hightower, le titre qui ouvre et clôture le film, ce tube très engageant mais assez noir est en symbiose avec le film.
Le tournage a eu lieu à Paris (UFR biomédicale des Saints-Pères, pôle Médecine de la Bibliothèque interuniversitaire de santé, basilique du Sacré-Cœur de Montmartre, etc.), ainsi qu'au parc des expositions de Paris-Nord Villepinte.

## Accueil

### Critique
Sur Allociné, le film reçoit une note de 3,8/5 de la part des spectateurs.
Pour Télérama, le film dénonce « l’absurdité et l’archaïsme du numerus clausus ».

### Box-office
| Pays ou région | Box-office        | Date d'arrêt du box-office | Nombre de semaines |
| -------------- | ----------------- | -------------------------- | ------------------ |
| France         | 1 014 821 entrées | 20 janvier 2019            | 19                 |

## Distinctions

### Nominations
- César 2019 :
  - César du meilleur espoir masculin pour William Lebghil